# Izsó Miklós (színművész)
Izsó Miklós (Debrecen, 1877. január 10. – Székesfehérvár, 1948. január 7.) színész, rendező.

## Életútja
Régi színészcsalád sarja, apja Izsó József Kálmán református színész, Izsó Miklós szobrász öccse volt, anyja a római katolikus Szép Borbála. 1877. január 20-án keresztelték, keresztszülei Madarász Viktor festő és özv. Izsó Miklósné Szerdahelyi Jozefa voltak. Pályáját 17 évesen kezdte. Játszott Debrecenben, Pozsonyban, Temesvárott, Budán és Miskolcon is. Sikerrel működött a Népoperában, 1912. november 8-án tanulmányi ösztöndíjat kapott az Országos Színészegyesülettől. 1917-ben került Szegedre, majd 1919 és 1928 között a kolozsvári színháznak volt a tagja. Az 1920-as évek egyik legtöbbet foglalkoztatott színésze volt, az 1927–28-as évadban 202-szer lépett színpadra Kolozsvárott. Az 1930-as években már rendezéssel is foglalkozott, Nagyváradon és Kolozsvárott működtetett színésziskolát. Halálát szívgyengeség, érelmeszesedés okozta. Felesége Nagy Ilona Mária volt.

## Főbb rendezései
- Madách Imre: Az ember tragédiája
- Molnár Ferenc: Liliom; Játék a kastélyban
- Kálmán Imre: A csárdáskirálynő
- Lengyel Menyhért: Tájfun
- Szigligeti Ede: Liliomfi
- Henrik Ibsen: Kísértetek
- Herczeg Ferenc: Bizánc